# Pyrenula mamillana
Pyrenula mamillana är en lavart som först beskrevs av Erik Acharius, och fick sitt nu gällande namn av Vittore Benedetto Antonio Trevisan de Saint-Léon. Pyrenula mamillana ingår i släktet Pyrenula och familjen Pyrenulaceae.   Inga underarter finns listade i Catalogue of Life.